# Vilém VIII. z Montpellieru
Vilém VIII. z Montpellieru (okcitánsky Guilhem VIII; † 1202) byl pán z Montpellieru, velký příznivce trubadúrů.

## Život
Narodil se jako syn Viléma VII. z Montpellieru a Matyldy, dcery burgundského vévody Huga II. Oženil se s Eudokií Komnenovnou, praneteří byzantského císaře Manuela I. Komnena. Měli spolu jedinou dceru Marii. Absence mužského dědice od sebe manžele rozdělila, Vilém se v Kastílii zakoukal do Anežky a poslal Eudokii do kláštera. Poté se s Anežkou Kastilskou oženil a měl s ní několik synů. Po Vilémově smrti se jeho nejstarší syn stal vládcem Montpellieru, ale papež považoval Vilémovo manželství s Anežkou za nelegitimní a Marie se dostala ke svému dědictví
Vilém VIII. byl patronem trubadúrů. Arnaut de Mareuil přišel k jeho dvoru po svém útěku z družiny Adély z Toulouse a alespoň jedna z Arnautových písní je určena právě Vilémovi VIII.

## Pozemková kniha
Na počátku 13. století pod patronací Viléma VIII. z Montpellieru se začala sestavovat pozemková kniha pánů z Montpellieru, Guillemů (Liber instrumentorum memorialium). Nejstarší dokumenty jsou datovány do roku 1059, nejmladší do 1204. Jedná se o významný pramen k historii tohoto rodu.